# Харебов, Алексей Иванович
Алексей Иванович Харебов (1.01.1903-26.11.1959) — участник Великой Отечественной войны, генерал-майор авиации.

## Биография
Родился 1 января 1903 года в селении Рустави Южной Осетии, по национальности — осетин. Его отец был работником на железной дороге. 
Существовавшие в республике партизанские отряды в мае 1920 году стали основой 2-й Юго-Осетинской кавалерийской бригады, в которой Харебов стал командиром взвода разведывательного эскадрона. 
В 1925 году окончил Высшую пограничную школу ОГПУ в Москве. В 1936 году – Военно-воздушную академию РККА им. Жуковского. В 1938 году военное командование принимает решение назначить Харебова помощником начальника первого отделения штаба ВВС Белорусского особого военного округа. В городе Орша становится начальником штаба авиационной бригады.
К началу Великой Отечественной войны занимал должность начальника штаба авиадивизии, став позже её командиром. 
В июле 1942 года стал начальником отдела офицеров штаба Военно-Воздушных Сил Красной Армии. В должности начальника отдела Западного и Украинского фронтов генерального штаба внес значительный вклад в теорию и практику воздушного боя. Осуществлял руководство частями фронтовой авиации на Сталинградском и Северо-Западном фронтах. В июне 1943 года – вступил в должность начальника штаба 7-го штурмового авиационного корпуса на Южном, 4-м Украинском, Прибалтийском фронтах.
Осуществлял руководство 7-м штурмовым авиационным корпусом, участвовавшим, в составе  8-й воздушной армии, в прорыве укрепленной немецкой обороны на Перекопе и Сиваше. В результате успешных действий Харебову присвоено воинское звание генерал-майора авиации.
После окончания войны возглавляет разведывательный факультет Краснознаменной военно-воздушной академии им. профессора Н.Е. Жуковского. 
Ушёл из жизни 26 ноября 1959 года. Похоронен в Москве.

## Награды
- Орденом Ленина
- Орден Красного Знамени (5)
- Орден Кутузова 2-й степени
- Орден Кутузова 3-й степени
- Орден Отечественной войны 1-й степени
- Орден Отечественной войны 2-й степени
- Орден Богдана Хмельницкого
- Медаль «За оборону Сталинграда»